# Santuari dels Àngels
El Santuari dels Àngels és un dels santuaris més visitats i de més devoció de les terres gironines, i s'hi venera la Mare de Déu dels Àngels. És al cim del Puig Alt al Massís de les Gavarres, al terme municipal de Sant Martí Vell (Gironès). El santuari té un espaiós cambril, un petit orgue i una dependència per a l'exposició dels nombrosos exvots que ofereixen els pelegrins. Al costat de la capella hi ha una hostaleria. Des del santuari es gaudeix d'una bona visió sobre l'Alt i Baix Empordà, el Gironès i la Selva i limiten el seu horitzó els Pirineus, el Montseny i la mar. La festa de la Mare de Déu dels Àngels i del santuari és el 2 d'agost. L'edifici és una obra inclosa a l'Inventari del Patrimoni Arquitectònic de Catalunya.

## Història

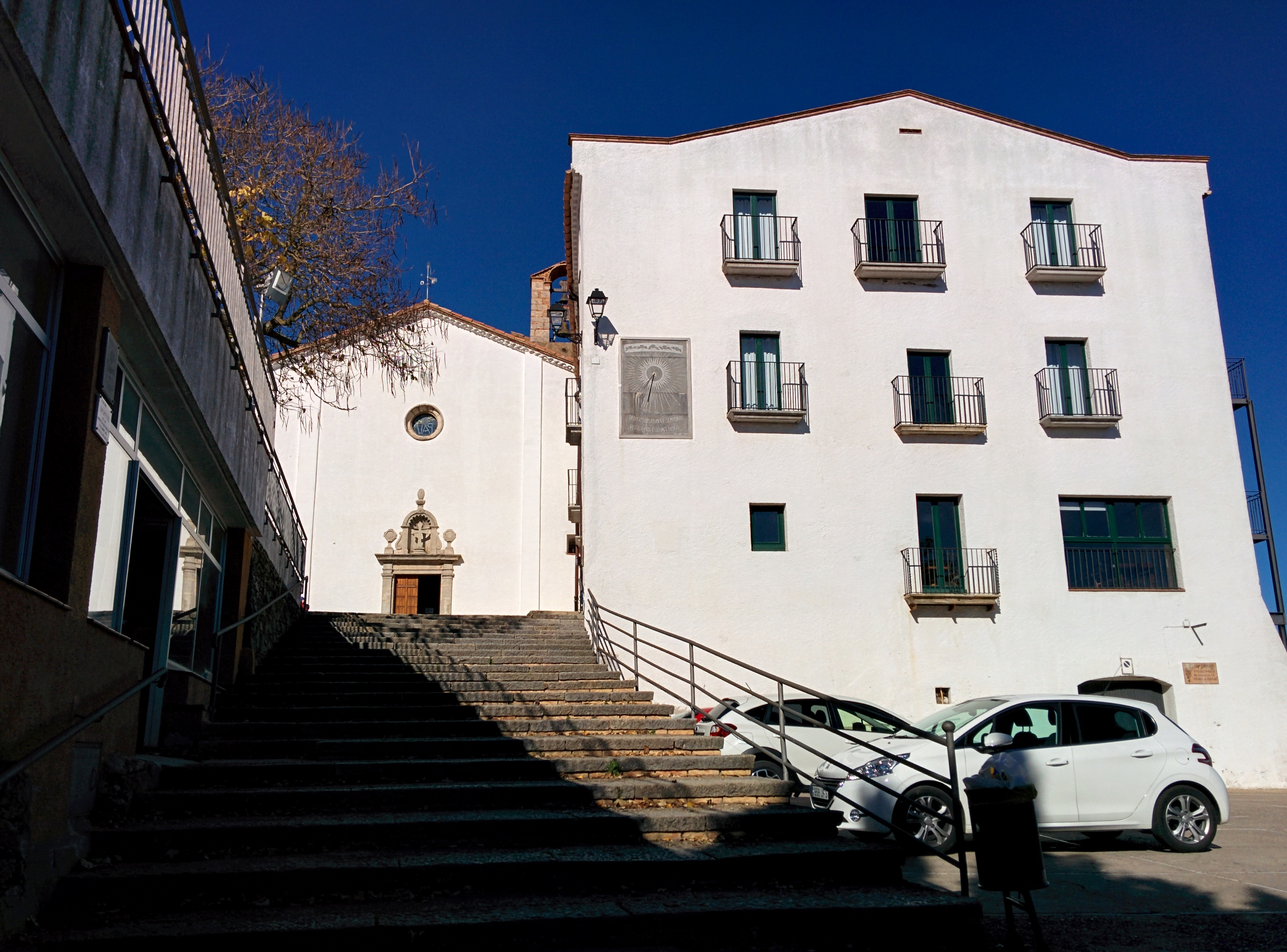
Vista de l'església i l'hostatgeria

El primer fet provat és que l'any 1409 el rector de Sant Martí Vell va concedir una llicència a Martí de Llac i Guillem de Casadamont, de la mateixa parròquia, i a Blai de Vilademuls, teixidor de Girona, per construir una capella dedicada a la Mare de Déu dels Àngels. El terreny era propietat de Casadamont, fins que el 1412 el va vendre a la capella. Les obres de la capella van durar del 1409 al 1420 o 1423. Des del 1424 els bisbes de Girona concedien indulgències als que visitaven la capella i oferien almoines, que servien per comprar ornaments. Especialment generosa va ser la donació dels senyors de Púbol, Bartomeu de Corbera i Margarida de Campllong, el 1437: un retaule pintat amb la Verge al centre. Els habitants de Girona acudien als Àngels en processó per obtenir remei i prevenir inundacions, pestes, guerres i bandolers. De mica en mica, en molts pobles de la rodalia va néixer el costum de pelegrinar anualment al santuari.
El 1710, durant la Guerra de Successió, fou saquejat i desaparegué la imatge medieval. El segle xviii es va fer un edifici de nova planta que s'acabà el 1735. Entre el 1718 i el 1735 el temple va passar a tenir quatre capelles laterals, dedicades al Sant Drap, als quatre Sants Màrtirs, a la Mare de Déu del Roser i al Sant Crist; a més es va adossar un retaule de fusta daurada a l'altar major i es va refer el cambril, on a partir de 1772 destacava una nova imatge de la Mare de Déu amb uns vestits que traduïen la riquesa i la importància del santuari.
Després va ser incendiat durant la Guerra del Francès, el 1809, i reconstruït poc temps després, en unes obres que s'iniciaren el 1814 i no s'acaben fins al tercer quart del segle xix. L'estiu del 1936, durant els avalots anticlericals a principis de la Guerra Civil Espanyola, el temple va patir desperfectes profunds. Fou convertit en caserna i un cop acabada la guerra es vol tornar a recuperar. A la dècada dels 60 l'arquitecte Narcís Negre va fer les reformes definitives. Amb l'important pelegrinatge del 1941 i amb l'ajuda desinteressada de fidels cristians, es va refer. La imatge actual de la Mare de Déu dels Àngels, de grans dimensions, fou realitzada per Josep Espelta l'any 1943. A la paret de darrere la imatge estan escrits una part dels Goigs, molt coneguts pels fidels devots: "Dels Àngels Mare i Regina, a tot mal deu-nos remei, Vós que teniu milers d'àngels, posats al vostre servei".
El Santuari dels Àngels acollí el casament de Salvador Dalí i Domènech i Gala el 8 d'agost de l'any 1958, amb una cerimònia íntima.

### Llegenda

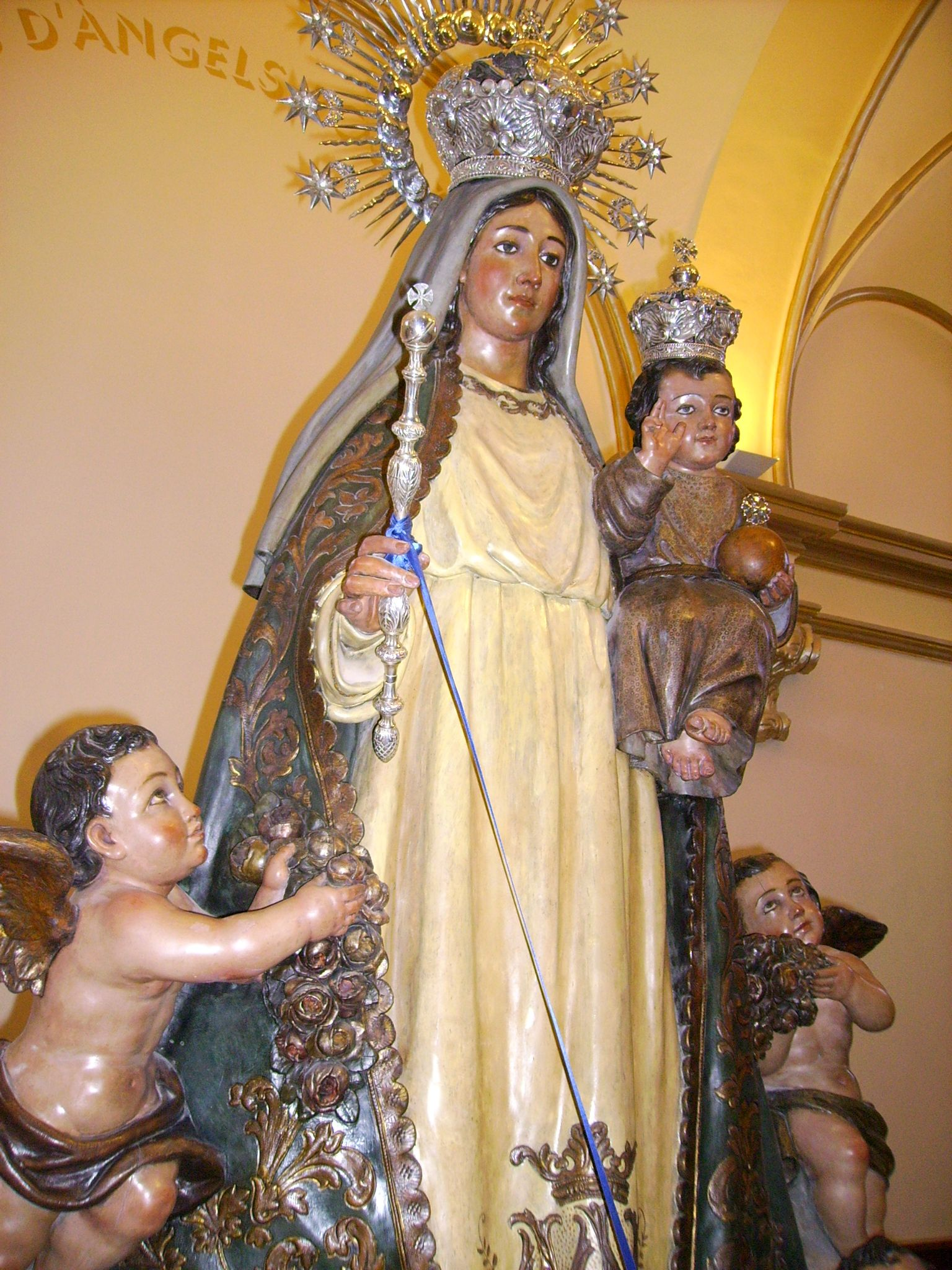
Mare de Déu dels Àngels

La tradició indica que el santuari es va fer perquè uns pastors hi van trobar una imatge el 1409, el que indica, doncs, que la Mare de Déu dels Àngels és el que s'anomena una Mare de Déu trobada. La troballa de la imatge va tenir lloc perquè durant diversos dissabtes al vespre els veïns de les masies veien unes llums misterioses al cim del puig Alt o Pujols, on avui hi ha el temple. Un dia van decidir pujar-hi per esbrinar què passava. Sorpresos, es van adonar que, enmig de les ruïnes d'una capella, hi havia una tela amb una imatge pintada de la Mare de Déu amb el Nen Jesús als braços i un àngel a cada costat. Juntament amb aquest teixit, trobaren una escultura de la Mare de Déu. Per això era costum encendre una foguera cada dissabte a la tarda a fi de recordar-ho.
La narració ja ens indica l'existència d'un antic temple, possiblement dedicat a Maria. El primitiu temple hauria estat fundat per un capellà anomenat Esteve que va ser expulsat de Jerusalem. El religiós hauria fugit després de la crucifixió de Jesús en companyia de sant Llàtzer, santa Maria Magdalena i santa Marta en una barca amb rumb desconegut. El mar els va fer desembarcar a Marsella, on van predicar la bona nova de Jesús; tots menys el mateix Esteve, a qui «l'Esperit de Déu» portà fins a la muntanya dels Àngels, on fundà una petita ermita. Altres versions apunten que l'antic temple podria ser un santuari pagà dedicat a la deessa Cíbele, la deessa frígia de la fertilitat, anomenada també Gran Mare, i l'antic nom pagà hauria romàs en el topònim de Madremanya, municipi veí, que apareix en els documents medievals com a Matremagna.

## Descripció
És una església d'una sola nau coberta amb volta de canó de llunetes, dues capelles a l'esquerra amb volta de creueria i absis poligonal. A la dreta hi ha una gran escalinata que mena al cambril amb la imatge de la Verge, sota una cúpula motllurada i pintada, que es visualitza des de la nau per una obertura de mig punt. Als peus, al costat del cancell de fusta, hi ha l'escala que porta al cor i tribunes, amb balustrada, i el departament d'ex-vots, al fons. El parament és emblanquinat. La façana, precedida d'una gran escalinata, està dividida per pilastres de tres cossos verticals i al central hi ha el portal amb arquitrau, amb fornícula i creu al capdamunt, i a la part alta un rosetó. Al costat dret s'alça un campanar d'espadanya.

## Galeria d'imatges

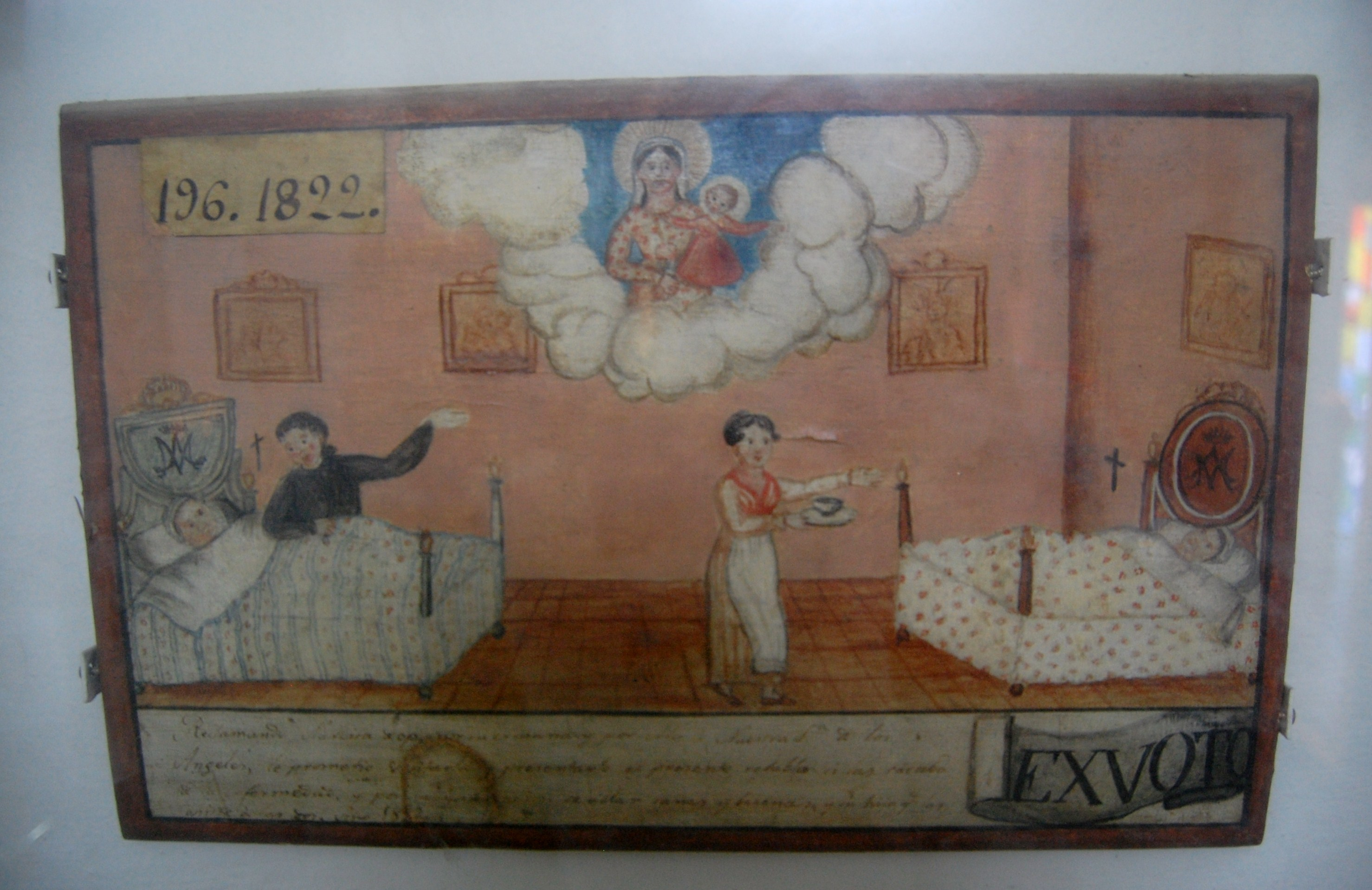
Ex-vot històric al Santuari dels Àngels
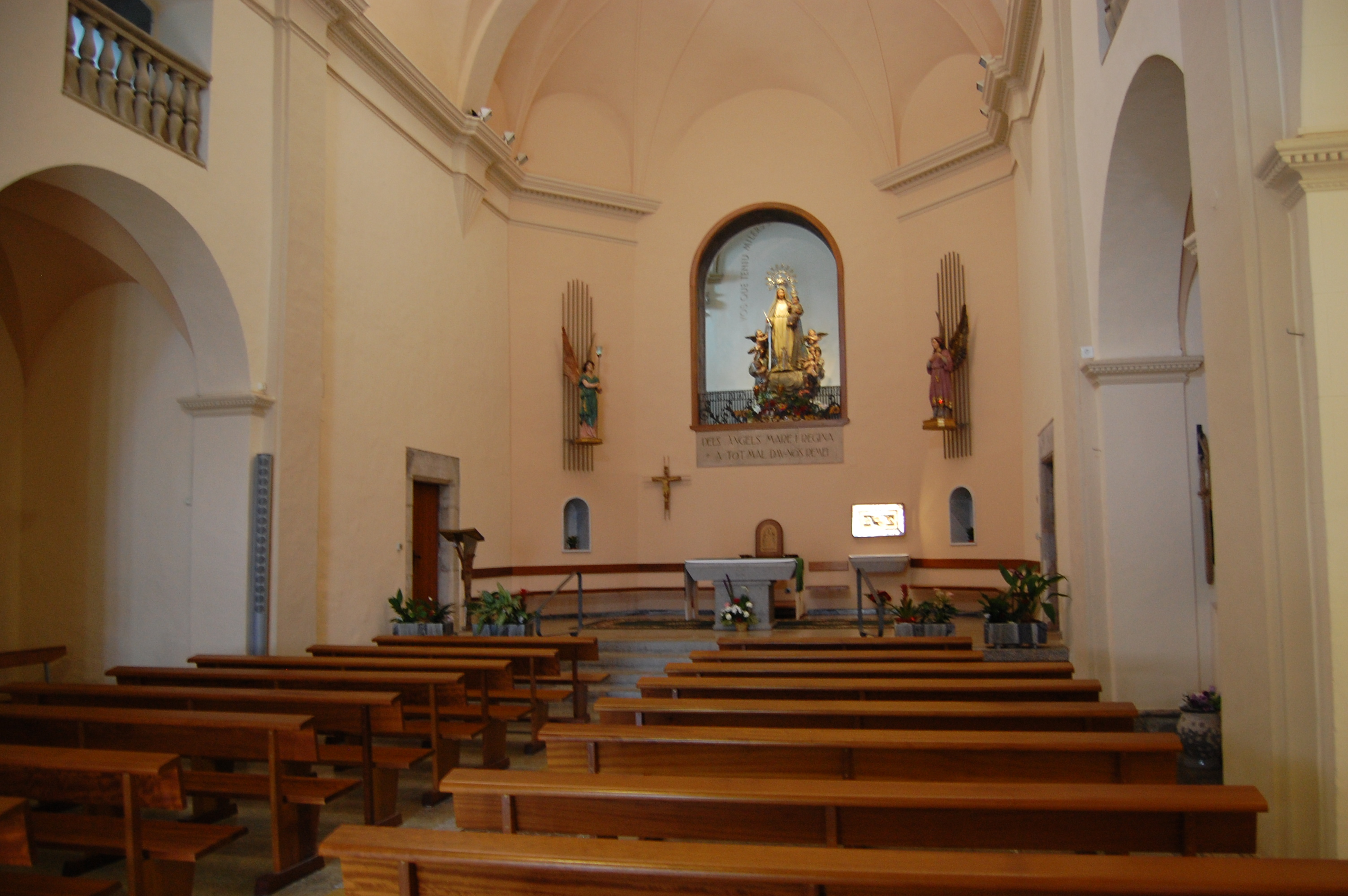
Interior del santuari
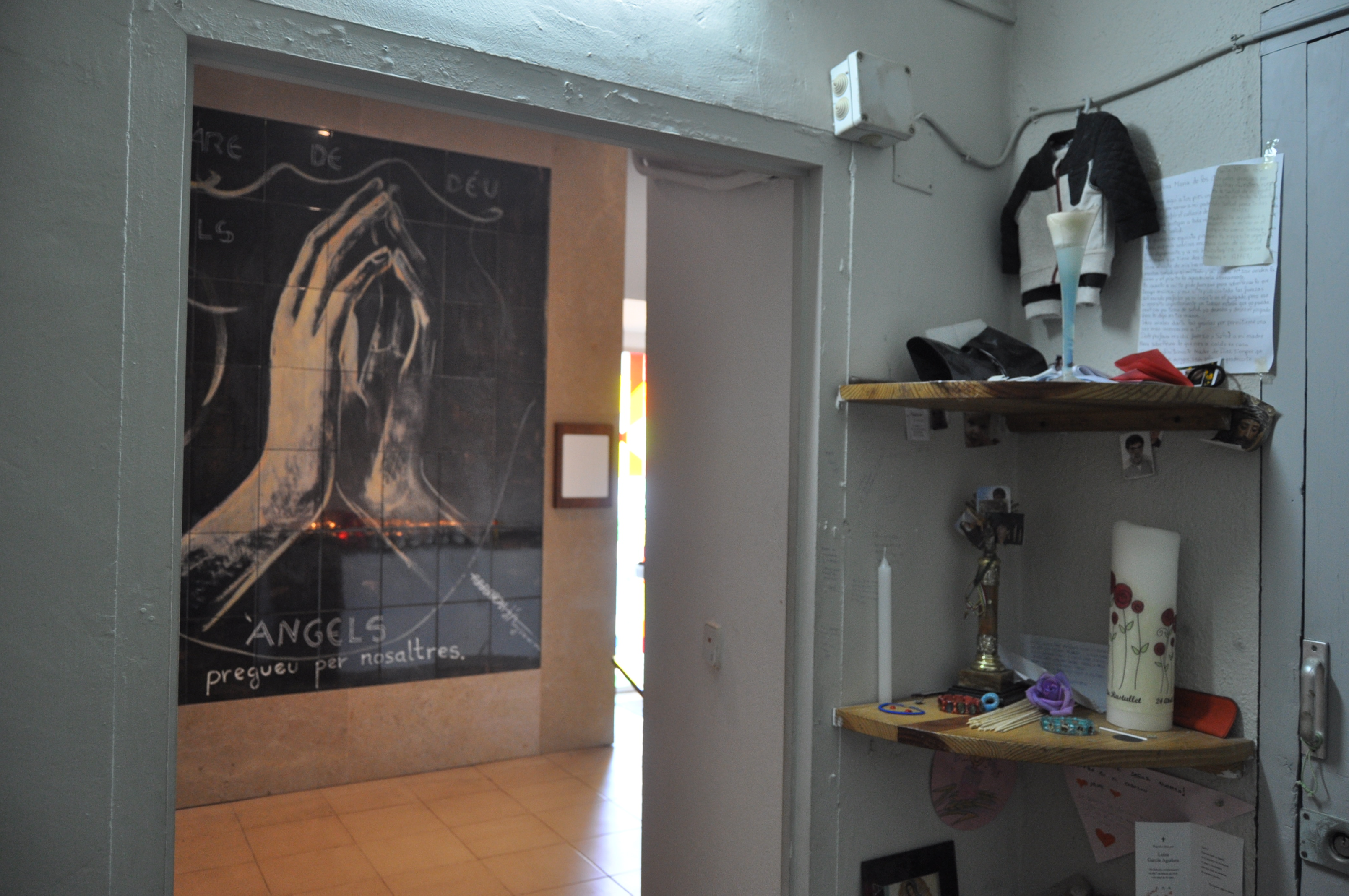
Ex-vots i imatge d'Isaac d'Aiguaviva
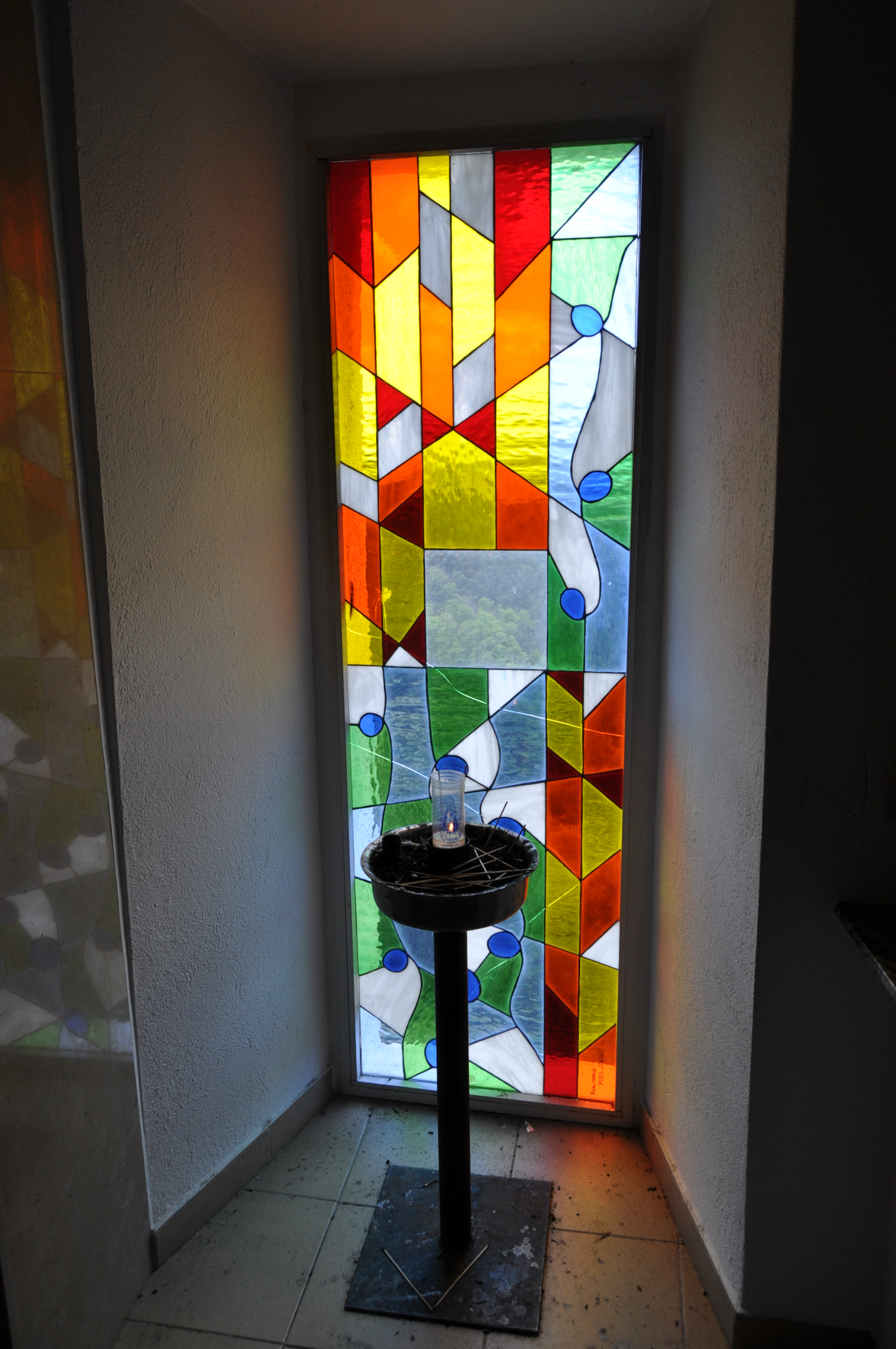
Vitrall d'Isaac d'Aiguaviva
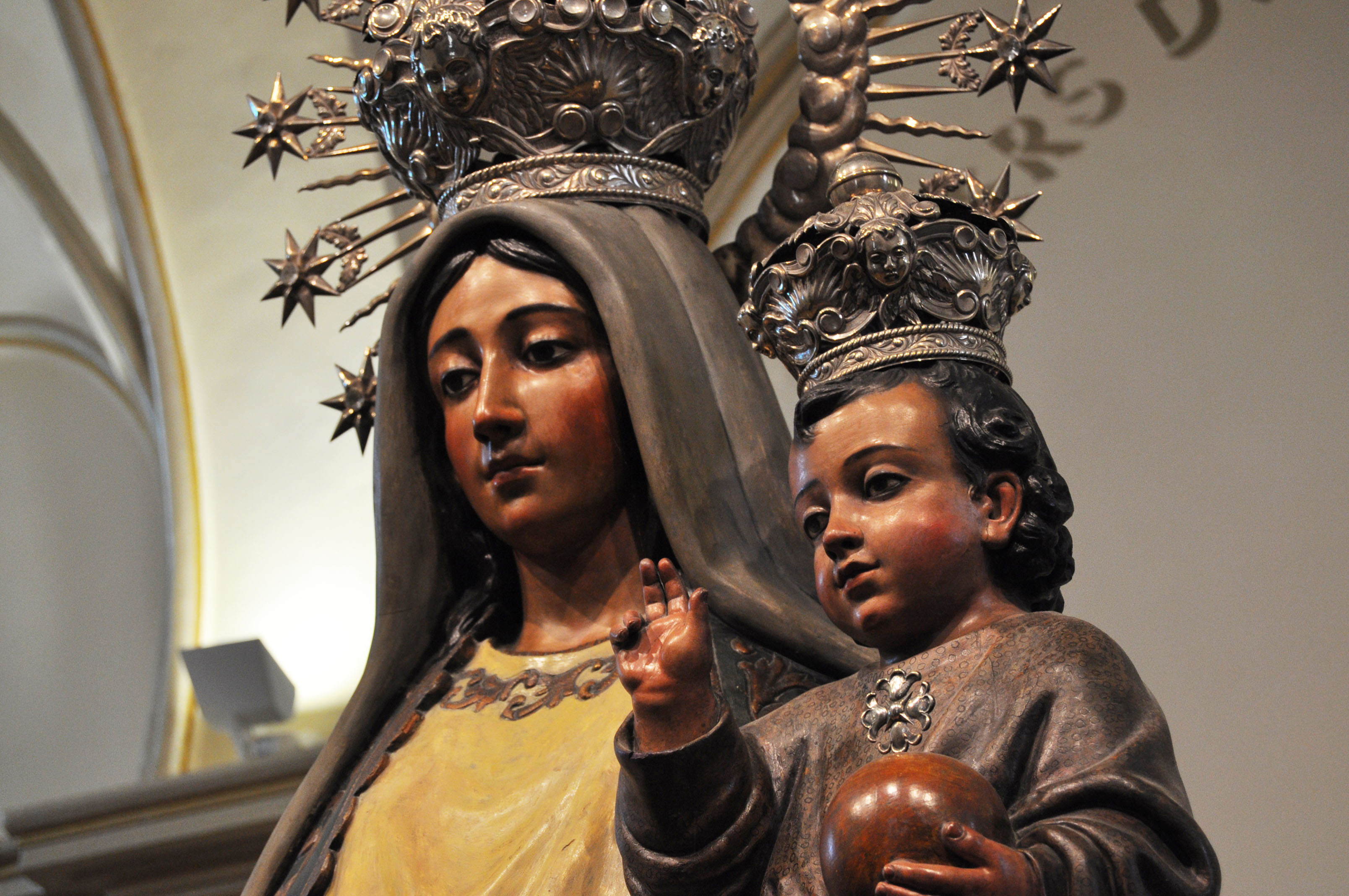
Imatge de la Mare de Déu dels Àngels